# Kuvait hívójelkörzetei
Kuvait jelenleg (2024) nincs felosztva hívójelkörzetekre.
Kuvait számára az ITU a 9K hívójelprefixet határozta meg.
| Prefix | Körzet | Hely/jelleg | ITU zóna | CQ zóna | 1 szintű QTH lokátor |
| ------ | ------ | ----------- | -------- | ------- | -------------------- |
| 9K     | [0..9] | Kuvait      | 39       | 21      | LL                   |
| 8Z     | 5      | Kivezetve   | 39       | 21      | LL                   |

## Lajstromjel
Vízi és légi járművek lajstromjelezéséhez a 9K prefixet használják.